# Тапиа Кольман, Симон
Симон Тапиа Кольман (исп. Simón Tapia Colman; 24 марта 1906, Агуарон, Испания — 13 февраля 1993, Мехико) — испанско-мексиканский скрипач, композитор и музыкальный педагог.
Сын кларнетиста. Учился в Сарагосе, затем в Мадридской королевской консерватории у Конрадо дель Кампо, в дальнейшем изучал композицию в Париже под руководством Венсана д’Энди. В 11 лет дебютировал как солист с произведениями Паганини и Сарасате. Играл в оркестре мадридского Театра Аполо и возглавлял струнный квартет. В 1930-е гг. состоял в Национальной конфедерации труда и Федерации анархистов Иберии, после поражения республиканцев в Гражданской войне, бежал во Францию, был интернирован в лагере под Агдом. В 1939 году в Мексику, где провёл оставшуюся часть жизни.
В Мексике играл на скрипке в Национальном симфоническом оркестре, руководил различными хоровыми коллективами, преподавал историю музыки в Национальной консерватории (в 1971—1972 гг. её директор). В 1989 г. посетил Сарагосу по приглашению руководства городской консерватории, где в его честь был устроен концерт.
Среди сочинений Тапиа Кольмана — опера «Игуасу», балет «Цыганская легенда» (исп. Leyenda gitana; 1953), симфония, симфонические поэмы «Картины Иберии» (исп. Estampas de Iberia; 1935), «Ночь в Марокко» (исп. Una noche en Marruecos; 1935), «Сизиф» (1967), многочисленные сочинения для скрипки.
Премия Союза театральных и музыкальных критиков Мексики (1960).